# Acrilato de etila
Acrilato de etila é um composto orgânico primariamente usado para a preparação de polímeros. É um líquido claro com um odor acre penetrante. O olfato humano é capaz de detectar o odor a uma concentração mil vezes mais baixa do que é considerado prejudicial se continuamente exposto por algum período de tempo.